# Freeride
Som freeride betegnes skiløb og snowboarding off-piste, i uberørt eller dyb sne udenfor de afmærkede og kontrollerede pister/løjper. Forudsætning for freeride er den sikre beherskelse af skiløb i dyb sne, samt viden om laviner. Der findes dog også et separat begreb for freeride indenfor Mountainbike.
Begrebet opstod i forbindelse med udviklingen af nyt udstyr, såsom snowboards, og teknikken svarer til skiløb før opfindelsen af præparerede skiløjper i midten af 1960'erne.

## Materiale
Freeride er hverken en sport eller en speciel kørestil, men navnet på en tendens til at bevæge sig væk fra skiløjperne. Tendensen er blevet opmuntret af udviklingen af snowboards og særlige ski til freeride. Eftersom freeride-boards og freeride-ski er beregnet til netop denne anvendelse, kan de også benyttes til almindelig langrend eller skiløb i åbnet terræn. Freeride-ski udfolder deres potentiale allerbedst i dyb sne. Til løjper egner de smallere versioner sig bedst, men der er visse ulemper sammenlignet med carvingski. Twin-tip-ski eller trickski går op i begge ender så du kan gøre baglæns og forlæns uden at skiene bremser.
Generelt har sportsudstyr til freeride betydeligt større flade, og dermed en bedre opdrift. Ved ski til freeride bliver bindingerne monteret længere bagud for at forhindre, at skiene synker og at du glider nemmere. For at opnå en øget variabilitet i spring, har mange modeller, såsom twintips væsentligt buede ender, så du kan køre og lande både for- og baglæns, lig trickski fra 1970erne. Til freeride er der dog også udviklet en binding med gangfunktion.

## Former
Efter opfindelsen af skilift er skiløb traditionelt blevet inddelt i to former, skiløb på pister/løjper, samt skiløb udenfor løjperne. Begrebet freeride blev opfundet indenfor snowboarding. Generelt betegnes det som kørsel off-piste, hvis man færdes udenfor de afmærkede løjper. I 1990'erne opstod den form for skiløb som de fleste kender den i dag, hvor man tog op på bjerget med skilift, men ned af bjerget i frit terræn. For at imødekomme denne tendens, blev den traditionelle skirute videreudviklet til at være en markeret, men ikke præpareret piste, som det tilbydes ved mange skisportssteder i dag. En særlig form for freeride er det ekstremskiløb i meget stejlt og ujævnt terræn.
Men også stilen har ændret sig væsentligt. Drejeradius er steget betydeligt med snowboarding, og hastigheden er steget tilsvarende. Selv skiløbere har med moderne materialer (f.eks. rocker ski, brede midtski) større drejeradier off-piste i forhold til den klassiske ski. Den dybe sne er lettere farbar med moderne skiudstyr, og selv ugunstige sneforhold (såsom gammel sne og vindpresset sne) bliver mere overkommelige.
Til freeride hører ikke kun nedkørsel, men i stigende grad også spring og tricks i forskellige variationer. Som en springramper bruger freeridere ofte naturlige terræntyper såsom klipper og sneudhæng.

## Steder
Med den stigende popularitet har nogle skiområder oprettet deciderede freeride-centre. I Alperne disse omfatter Chamonix og La Grave i Frankrig, Alagna Valsesia i Italien, Andermatt, Arosa, Engelberg og Zermatt i Schweiz, Arlberg, Fieberbrunn i Kitzbühler Alperne, Dachstein/Krippenstein og Kitzsteinhorn i Østrig, samt Mittenwald (Dammkar) i Tyskland.
Den mest berømte nedkørsel uden for sikre skiområder, som kan nås med skilift, er vel nok Vallée Blanche ved Chamonix i Frankrig.

## Risici
Freeriders er som regel afsted i små grupper. Fordi de udøverne bevæger sig i høje bjergområder, er det tilrådeligt med en ski-guide. Det er især på grund af lavinefaren.
Udstyr til freeride omfatter et lavine transceiver ("lavine beacon"/LVS-apparat), en lavinesonde og en lavineskovl, så man i tilfælde af en lavine kan yde hurtig hjælp. Derudover findes der også såkaldte airbag-packs: under en lavine trækker man i en snor på skulderremmen og ved hjælp af en trykluftpatron oppustes luftpuder ved rygsækken. På den måde bliver man den største "bid" i en lavine og skylles til overfladen igennem den såkaldte inverse segregationseffekt.
En freerider beskytter sig som regel med en sportshjelm og en rygbeskytter for at undgå skader hvis man skulle ramme en skjult klippe. Mange bærer også anden beskyttelse under tøjet.

## Miljømæssige aspekter
Freeride i bjerge på i naturbeskyttelsessammenhæng betragtes kritisk.
Skiløb i dyb sne kan forstyrre dyrene i deres hi og jage dem væk. Om vinteren, når lidt mad er til rådighed, kan det ekstra energiforbrug og stress bringe dyr i en livstruende situation. Skienes kanter, eller trykket fra ski eller snowboards, kan ødelægge planterne under snedækket, især hvis det er tyndt. Ved kørsel gennem skov eller buskads kan skiløberne ødelægge grene eller små buske og træer.
Skiområdernes operatører forbyder derfor tit færden i bestemte områder for at beskytte dyre- og plantelivet, og anviser særlige nedkørsler hvor det er sikkert at færdes uden at naturen lider overlast.
I Østrig, for eksempel, er det generelt strengt forbudt at færdes i skov, der kun har op til 3 m trævækst, hvilket samtidig er de områder, det rent faktisk er mest tiltalende at færdes i. I Engelberg i Schweiz har de et system til at håndtere det antal, der må færdes i et bestemt område ad gangen.
Hvis freeride dog samtidig kombineres med vandring, hvor opstigningen sker på egen kraft, har en freerider i forhold til de traditionelle skiturister et lavere CO2-aftryk, især hvis man færdes hensynsfuldt i naturen.

## Reference
- Lovtekst fra østrig om skove Arkiveret 28. september 2017 hos  Wayback Machine